# Державний науково-дослідний, проектно-конструкторський і проектний інститут вугільної промисловості
Держа́вний науко́во-до́слідний, прое́ктно-констру́кторський і прое́ктний інститу́т ву́гільної промисло́вості (УкрНДІпроект) — організація, що виконує широкий спектр науково-дослідних, проєктних і конструкторських робіт.
Створений в 1945 році як Центральне бюро копрів (ЦВК) для відновлення шахт Донбасу, в 1948 році перетворене в проектний трест «Західшахтопроект», потім в інститут «Укрдіпрошахт» (1951), постановою Ради Міністрів УРСР від 11 червня 1959 року — в «УкрНДІпроект»
Основні напрями діяльності:
- проєктування шахт, удосконалення і створення нової техніки і технології розробки вугільних родовищ відкритим способом;
- розробка схем і засобів механізації й автоматизації технологічних комплексів поверхонь шахт, розрізів та збагачувальних фабрик. Видає науково-технічний збірник.

## Меморіальні дошки очільникам інституту

О. М. Шаркову (буд. № 46/2)
М. С. Сургаю (буд. № 46/2)